# Rocka Rolla
Rocka Rolla, vydané v roce 1974, je první album britské heavy metalové skupiny Judas Priest. Produkoval jej Rodger Bain, který si získal jméno jako producent prvních tří alb Black Sabbath. Je to jediné album s bubeníkem Johnem Hinchem.
Album bylo nahráno zcela živě (podobně jako koncertech) ve studiu, než tak, že si každý muzikant nahraje svou část zvlášť (podobnou věc udělala skupina Nirvana s albem In Utero nebo Black Sabbath s debutovým albem). V roce 1987 bylo znovuvydáno s jiným obalem. Kořen názvosloví si skupina vypůjčila od názvu nápoje Coca-Cola.
Podle skupiny měli během nahrávání technické problémy, což mělo za následek špatnou kvalitu zvuku.  Kytarista Glenn Tipton prozradil, že když začalo nahrávání alba jeho jediné skladatelské příspěvky přijaté producentem Rodgerem Bainem byly v titulní skladbě a „Run of the Mill“. Jenže když přišel s písněmi jako “Tyrant“, “Epitaph“ a “ The Ripper“, ale Bain je nepovažoval za dostatečně komerční a odmítl je. Tyto písně byly nakonec všechny zahrnuty na jejich dalším albu Sad Wings of Destiny.
Kromě toho je album více orientované na blues rock a hard rock než jejich pozdější vydání a má také některé mírné vlivy progresivního rocku, které by pokračovaly až do Stained Class. Díky tomu je styl alba prakticky nerozpoznatelný ve srovnání s pozdějšími alby Priest.

## Seznam skladeb
| Pořadí | Název                             | Autor                          | Délka |
| ------ | --------------------------------- | ------------------------------ | ----- |
| 1.     | One for the Road                  | K. K. Downing, Rob Halford     | 4:40  |
| 2.     | Rocka Rolla                       | Downing, Halford, Glenn Tipton | 3:05  |
| 3.     | Winter                            | Downing, Ian Hill, Al Atkins   | 3:03  |
| 4.     | Deep Freeze                       | Downing                        | 1:56  |
| 5.     | Winter Retreat                    | Downing, Halford               | 1:31  |
| 6.     | Cheater                           | Downing, Halford               | 2:57  |
| 7.     | Never Satisfied                   | Atkins, Downing                | 4:50  |
| 8.     | Run of the Mill                   | Downing, Halford, Tipton       | 8:33  |
| 9.     | Dying to Meet You                 | Downing, Halford               | 6:16  |
| 10.    | Caviar and Meths (instrumentální) | Atkins, Downing, Hill          | 2:00  |

1. "Diamonds and Rust" [*] – 3:12 (Bonus přidaný v roce 2003)

## Sestava
- Rob Halford – zpěv, harmonika
- K.K. Downing – kytara
- Glenn Tipton – kytara
- Ian Hill – baskytara
- John Hinch – bicí